# Gillock Island
Gillock Island ist eine vereiste, 29 km lange und zwischen 3 und 9 km breite Insel mit zahlreichen Felsvorsprüngen vor der Ingrid-Christensen-Küste des ostantarktischen Prinzessin-Elisabeth-Lands. Sie liegt mit nordsüdlicher Ausrichtung im östlichen Abschnitt des Amery-Schelfeises.
Der US-amerikanische Geograph John Hobbie Roscoe (1919–2007) kartierte sie anhand von Luftaufnahmen der United States Navy, die im Rahmen der Operation Highjump (1946–1947) entstanden. Roscoe benannte die Insel nach Leutnant Robert Hugh Gillock (1919–1995), Navigator bei den Aufklärungsflügen während dieser Operation zwischen dem 14. und 164. Grad östlicher Länge.